# Ibrahim Osman
Ibrahim Osman (Ghana, 29 de noviembre de 2003) es un futbolista ghanés que juega de delantero en el A. J. Auxerre de la Ligue 1.

## Trayectoria
Se incorporó al F. C. Nordsjælland danés a principios de 2023 procedente de la Right to Dream Academy de Ghana. Debutó en febrero de 2023, sustituyendo a su compatriota Ernest Nuamah en la victoria por 4-2 contra el Odense BK.

## Estadísticas

### Clubes
Actualizado al último partido disputado el 5 de marzo de 2025.
| Club                         | Div.          | Temporada     | Liga  | Liga  | Liga   | Copas nacionales | Copas nacionales | Copas nacionales | Copas internacionales | Copas internacionales | Copas internacionales | Total | Total | Total  |
| Club                         | Div.          | Temporada     | Part. | Goles | Asist. | Part.            | Goles            | Asist.           | Part.                 | Goles                 | Asist.                | Part. | Goles | Asist. |
| ---------------------------- | ------------- | ------------- | ----- | ----- | ------ | ---------------- | ---------------- | ---------------- | --------------------- | --------------------- | --------------------- | ----- | ----- | ------ |
| F. C. Nordsjælland Dinamarca | 1.ª           | 2022-23       | 6     | 0     | 0      | 4                | 0                | 0                | ―                     | ―                     | ―                     | 10    | 0     | 0      |
| F. C. Nordsjælland Dinamarca | 1.ª           | 2023-24       | 29    | 6     | 7      | 5                | 2                | 0                | 10                    | 2                     | 1                     | 44    | 10    | 8      |
| F. C. Nordsjælland Dinamarca | Total club    | Total club    | 35    | 6     | 7      | 9                | 2                | 0                | 10                    | 2                     | 1                     | 54    | 10    | 8      |
| Feyenoord · Países Bajos     | 1.ª           | 2024-25       | 15    | 2     | 2      | 3                | 1                | 0                | 7                     | 0                     | 0                     | 25    | 3     | 2      |
| Feyenoord · Países Bajos     | Total club    | Total club    | 15    | 2     | 2      | 3                | 1                | 0                | 7                     | 0                     | 0                     | 25    | 3     | 2      |
| Total carrera                | Total carrera | Total carrera | 50    | 8     | 9      | 12               | 3                | 0                | 17                    | 2                     | 1                     | 79    | 13    | 10     |